# 1940-es magyar teniszbajnokság
Az 1940-es magyar teniszbajnokság a negyvenkettedik magyar bajnokság volt. A bajnokságot május 26. és június 4. között (a vegyes párost csak június 30-án fejezték be) rendezték meg Budapesten, a BEAC sporttelepén.

## Eredmények
| Versenyszám  | Arany                                | Arany | Ezüst                                  | Ezüst | Bronz                                                                                            | Bronz |
| ------------ | ------------------------------------ | ----- | -------------------------------------- | ----- | ------------------------------------------------------------------------------------------------ | ----- |
| Férfi egyéni | Asbóth József BBTE                   |       | Szigeti Ottó Újpesti TE                |       | Gábori Emil MAC                                                                                  |       |
| Női egyéni   | Bárd Erzsébet Újpesti TE             |       | Somogyi Klára BEAC                     |       | Rugonyi Lenke BLKEdr. Kállay Albertné Ferencvárosi TC                                            |       |
| Férfi páros  | Asbóth József, vitéz Bánó Lehel BBTE |       | Frigyessy Tibor, Szentpéteri Emil BSE  |       | dr. Ferenczy Emil, Stolpa József MAFC, BLKECsimma Sándor, Csink Tamás MAFC                       |       |
| Női páros    | Körmöczy Zsuzsa, Jusits Ilona BBTE   |       | Somogyi Klára, Popp Márta BEAC, MAC    |       | dr. Sédey Lászlóné, Jávori Márta BLKE, MAFCdr. Paksy Józsefné, Tihanyi Lászlóné BLTC, Újpesti TE |       |
| Vegyes páros | Asbóth József, Körmöczy Zsuzsa BBTE  |       | Szigeti Ottó, Bárd Erzsébet Újpesti TE |       | dr. Ferenczy Emil, Jávori Márta MAFCMacskási Vladimir, Somogyi Klára MAFC, BEAC                  |       |